# Kim So-hye
Đây là một tên người Triều Tiên, họ là Kim.
Kim So-hye (tiếng Hàn: 김소혜, Hanja: 金素慧, Hán Việt: Kim Tố Huệ, sinh ngày 19 tháng 7 năm 1999) là một nữ diễn viên, ca sĩ và MC người Hàn Quốc. Là cựu thành viên của nhóm nhạc nữ I.O.I, thuộc quyền quản lý của S&P Entertainment. Cô được biết tới vì đứng thứ 5 chung cuộc trong chương trình thực tế sống còn của đài Mnet - Produce 101. 
Chương trình tuyển chọn 11 thành viên cho nhóm nhạc nữ quốc dân dự án hoạt động trong vòng một năm với tên gọi I.O.I. Hiện cô đang tập trung vào diễn xuất.

## Tiểu sử
Sohye sinh ngày 19 tháng 7 năm 1999 tại thành phố Gwangju, Hàn Quốc. Gia đình của Sohye có 4 thành viên bố mẹ và 1 em trai. Trước đó, Sohye đang là thực tập sinh cho công ty chuyên về đào tạo diễn xuất Redline Entertainment nhưng giờ đã chuyển sang 1 công ty khác được thành lập riêng cho cô là S&P Entertainment.

## Sự nghiệp

### Tham gia Produce 101
Vào tháng 12 năm 2015, Sohye được công ty cho tham gia chương trình truyền hình thự tế sống còn Produce 101 của đài Mnet với tiêu chí lựa chọn ra 11 thành viên cho nhóm nhạc nữ quốc dân bao gồm 101 thực tập sinh đến từ nhiều công ty lớn nhỏ khác nhau. Sở dĩ gọi I.O.I là "nhóm nhạc nữ quốc dân" vì nhóm hoàn toàn được tạo ra bằng các nhà sản xuất quốc dân và được chọn ra nhờ sự bình chọn của mọi người.

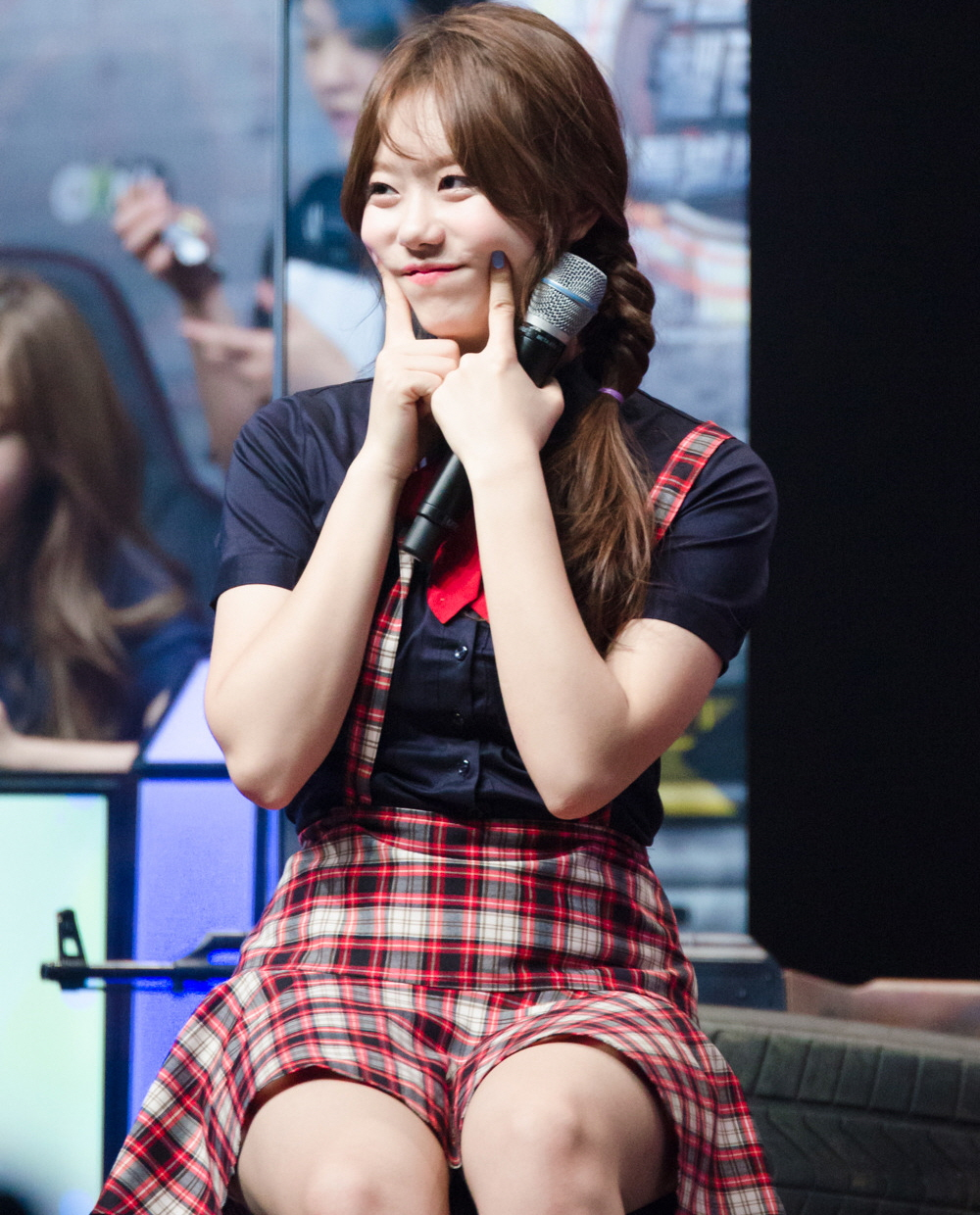
Sohye cùng I.O.I vào ngày 21 tháng 5 năm 2016

Trong tập đầu tiên, Kim Sohye đã gây lên cuộc tranh cãi nổi lửa trên mạng xã hội khi biểu diễn ca khúc "Somehow" của DIA. Sohye hoàn toàn không biết hát và nhảy, do đó cô bị các huấn luyện viên cho vào nhóm F - nhóm những thực tập sinh có khả năng hát, nhảy và rap kém nhất (các thứ tự của các lớp bao gồm có A, B, C, D và F, trong đó, lớp A là lớp giỏi nhất còn lớp F là lớp kém nhất). Thậm chí, sau màn biểu diễn ca khúc "Somehow", Sohye không dám nhìn mặt của Heehyun (thành viên của DIA, Heehyun và Chaeyeon lúc đó đang tạm dừng hoạt động với nhóm để tham gia Produce 101). Khi được các huấn luyện viên hỏi rằng tại sao mình lại tham gia chương trình tuyển chọn nhóm nhạc nữ trong khi với vai trò là 1 thực tập sinh diễn viên, thì Sohye đã trả lời rằng cô muốn thử sức bản thân mình với ca hát và nhảy múa.
Trong tập 4, Sohye được Kim Sejeong chọn vào nhóm của mình (trong tập này, các thực tập sinh hạng A sẽ có quyền được lựa chọn các thành viên lớp B, C, D, F). Ban đầu, Sohye có hơi gặp vài trở ngại khi hát nhưng được Sejeong tận tình giúp đỡ. Nhưng khi biểu diễn ca khúc "Irony" của nhóm nhạc nữ nổi tiếng Wonder Girls, đến phần hát của mình thì Sohye lại nhầm lời, tuy nhiên cũng không gây ảnh hưởng nhóm.
Sang đến tập 5, sau vòng loại đầu tiên, Sohye được xếp vào top 11 và đứng thứ 11 khiến cư dân mạng tranh cãi nảy lửa, cho rằng Sohye "bất tài" mà vẫn lọt top. Các huấn luyện viên cũng cho rằng, Sohye được xếp vào những thứ hạng cao như vậy là chỉ do sự nổi tiếng của mình.
Tập 6, Sohye khiến mọi người sốc khi đứng vị trí thứ 7 chung cuộc.
Tuy nhiên sang đến tập 7, Sohye đã chứng minh được bản thân của mình qua ca khúc "Full Moon" của tiền bối Sunmi (Wonder Girls). Trong tập này được chia ra làm 3 chủ đề khác nhau: Vocal - Rap - Dance. Sohye đã chọn chủ đề "Dance" (nhảy) và tham gia vào bài Full Moon cùng với Pledis/Pinky và MBK/Chaeyeon. Sohye giành được nhiều lượt bình chọn nhất trong nhóm nhờ sự cố gẵng và tiến bộ của mình.
Trong tập 8, vị trí của Sohye đứng thứ 8.
Trong tập 10, Sohye chứng minh được sự cố gắng của mình khi đứng vị trí thứ 4. Vị trí của Sohye nhờ chiến thắng của nhóm theo phong cách "Girls On Top - In The Same Place" sẽ được cộng thêm 150 nghìn lượt bình chọn.

### Ra mắt với I.O.I
Trong tập cuối của chương trình Produce 101, Kim Sohye đã chính thức trở thành thành viên thứ năm của I.O.I với tổng lượt bình chọn trong đêm chung kết là 229,732 lượt. Sohye sẽ ra mắt với vai trò hát phụ trong nhóm.
| Lần đánh giá                          | Ca khúc                          | Xếp hạng |
| ------------------------------------- | -------------------------------- | -------- |
| Ca khúc debut của một số nhóm nhạc nữ | Irony (Wonder Girls)             | 11       |
| Dance/Vocal/Rap                       | Full Moon (Sunmi)                | 7        |
| Biểu diễn theo concept                | In The Same Place "Girls On Top" | 4        |
| Final Epsode                          | Crush (with Top 22)              | 5        |

### Tranh cãi
Tuy lọt vào top 11 và được debut với tư cách là thành viên thứ năm của I.O.I nhưng Sohye lại bị phần đông cư dân mạng phản đối, vì không có tài năng mà vẫn được debut.

### Chuyển công ty quản lý
Trên trang cá nhân của YMC Entertainment và Mnet thông báo rằng Kim Sohye sẽ chính thức đổi từ công ty quản lý cũ của mình từ Redline Entertainment qua công ty mà Mnet và YMC mới thành lập riêng cho cô mang tên S&P Entertainment.

## Trở thành diễn viên
Mới đây, trên trang cá nhân của S&P Entertainment thông báo với toàn thể người hâm mộ sau khi I.O.I tan rã. "Ngay sau khi I.O.I tan rã, Kim Sohye sẽ chính thức dừng hoạt động với tư cách là một idol cho đến khi I.O.I tái hợp (nhóm đã hứa với người hâm mộ rằng 5 năm sau, nhóm sẽ tái hợp với các fan) và trở thành một diễn viên. Mới đây, Sohye đã nhận một vai diễn chính thức đầu tay với bộ phim "First Love" của đài tvN. Hiện tại, Sohye cũng đang là một MC chính thức của gameshow Star Show 360 của đài MBC

## Vai trò MC
Sohye đã và đang làm MC và khách mời cho các show như: 
| Show                | Đài    | Thể loại              | Vai trò                                    |
| ------------------- | ------ | --------------------- | ------------------------------------------ |
| Star show 360       | MBC    | Game show             | MC chính thức                              |
| Game Show           | SBS    | Game show             | MC / Thành viên chính thức                 |
| Toeic               | EBS    | Learning English show | MC chính thức                              |
| Bae Sungjae's Ten   | SBS    | Radio show            | MC chính                                   |
| Produce 101 mùa 2   | Mnet   | Reality Show          | MC đặc biệt tập 5 Khách mời đặc biệt tập 0 |
| HYUNDAI MOTOR GROUP | HMG TV |                       | MC chính thức                              |

## Giải thưởng

### Chương trình âm nhạc (quảng bá cùngI.O.I)
| Năm  | Ngày  | Bài hát               | Chương trình  | Kênh |
| ---- | ----- | --------------------- | ------------- | ---- |
| 2016 | 16/8  | Whatta Man (Good Man) | The Show      | SBS  |
| 2016 | 17/8  | Whatta Man (Good Man) | Show Champion | MBC  |
| 2016 | 18/8  | Whatta Man (Good Man) | M Countdown   | Mnet |
| 2016 | 19/8  | Whatta Man (Good Man) | Music Bank    | KBS  |
| 2016 | 30/8  | Whatta Man (Good Man) | The Show      | SBS  |
| 2016 | 26/10 | Very Very Very        | Show Champion | MBC  |
| 2016 | 27/10 | Very Very Very        | M Countdown   | Mnet |
| 2016 | 30/10 | Very Very Very        | Inkigayo      | SBS  |
| 2017 | 29/1  | Downpour              | Inkigayo      | SBS  |

## Truyền hình thực tế
*  Produce 101 (Show gồm 11 tập chính và 1 tập hậu trường):Lọt vào top 11 và trở thành thành viên của I.O.I
* Stand-by I.O.I (Show truyền hình thực tế đầu tiên của I.O.I, gồm 2 tập)
* 랜선친구 아이오아이 (LAN Cable Friends I.O.I) - Show truyền hình thực tế của nhóm nhỏ thứ nhất của I.O.I, gồm 5 tập - Mnet
| Show truyền hình                                | Kênh                                                    | Tập              |
| ----------------------------------------------- | ------------------------------------------------------- | ---------------- |
| PRODUCE 101                                     | Mnet                                                    | Từ tập 1- tập 11 |
| Stand-by I.O.I                                  | Mnet                                                    | Từ tập 1- tập 2  |
| 아이오아이의 괴담시티 (I.O.I's Mysterious City) | SBS's Mobidic (모비딕) Naver tvcast Daum tvPot Pikicast | Từ tập 1- tập 11 |
| 랜선친구 아이오아이 (LAN Cable Friends I.O.I)   | Mnet                                                    | Từ tập 1- tập 5  |

## Chương trình truyền hình

### Các hoạt động với I.O.I
Star show 360¤ - MBC: Thành viên cố định của chương trình
| Năm  | Tên                                                                   | Kênh truyền hình      | Vai trò   | Ghi chú                                                                             |
| ---- | --------------------------------------------------------------------- | --------------------- | --------- | ----------------------------------------------------------------------------------- |
| 2016 | Talents For Sale (어서옵SHOW)                                         | KBS2, V LIVE          | Khách mời | Cùng với I.O.I(Tập 1,2)                                                             |
| 2016 | Talents For Sale (어서옵SHOW)                                         | KBS2, V LIVE          | Khách mời | Tập 10                                                                              |
| 2016 | Two Yoo Project — Sugarman                                            | JTBC                  | Khách mời | Cùng với I.O.I(Tập 28)                                                              |
| 2016 | 아는 형님 (Knowing Bros)                                              | JTBC                  | Host      | Cùng với I.O.I(Tập 23)                                                              |
| 2016 | Battle Trip                                                           | KBS2                  | Khách mời | Cùng với I.O.I(Tập 4)                                                               |
| 2016 | SNL Korea Season 7                                                    | tvN                   | Host      | Host chính tập 150 ngày 7/5                                                         |
| 2016 | 생방송 아침이 좋다 (Good Morning)                                     | KBS2                  | Khách mời | Cùng với I.O.I(Tập 14)                                                              |
| 2016 | 언니들의 슬램덩크 (Sisters' Slam Dunk)                                | KBS2                  | Khách mời | Cùng với I.O.I(Tập 6)                                                               |
| 2016 | 님과 함께 시즌2 — 최고의 사랑 (With You Season 2 — The Greatest Love) | JTBC                  | Khách mời | Cùng với I.O.I(Tập 55, 56)                                                          |
| 2016 | Music Video Bank Stardust Season 2                                    | KBS2                  | Khách mời | Cùng với I.O.I(Tập 45)                                                              |
| 2016 | Vitamin                                                               | KBS2                  | Khách mời | Cùng với Nayoung, Chungha (Tập 629)                                                 |
| 2016 | Taxi                                                                  | tvN                   | Khách mời | Cùng với I.O.I(Tập 429, 430)                                                        |
| 2016 | Immortal Song 2                                                       | KBS2                  | Khách mời | Cùng với I.O.I(Tập 255)                                                             |
| 2016 | 개밥 주는 남자 (Man Who Feeds The Dogs)                               | Channel A (채널A)     | Khách mời | Cùng với Nayoung, Chungha, Jieqiong, Yoojung, Doyeon, Somi(Tập 30)                  |
| 2016 | After School Club                                                     | Arirang TV            | Khách mời | Cùng với Nayoung, Chungha, Jieqiong, Yoojung, Doyeon, Somi(Tập 224)                 |
| 2016 | Hit The Stage                                                         | Mnet                  | Khách mời | Cùng với Nayoung, Jieqiong, Yoojung, Doyeon, Somi(Tập 10)                           |
| 2016 | 잘 먹겠습니다 (We Will Eat Well)                                      | JTBC                  | Khách mời | Cùng với Somi(Tập 4)                                                                |
| 2016 | Music Video Bank Stardust Season 2                                    | KBS2                  | Khách mời | Cùng với Nayoung, Chungha, Jieqiong, Yoojung, Doyeon, Somi                          |
| 2016 | Yu Hee-yeol's Sketchbook                                              | KBS2                  | Khách mời | Cùng với Nayoung, Chungha, Jieqiong, Yoojung, Doyeon, Somi(Tập 333)                 |
| 2016 | MEET&GREET                                                            | Mnet                  | Khách mời | Cùng với Nayoung, Chungha, Jieqiong, Yoojung, Doyeon, Somi                          |
| 2016 | Weekly Idol                                                           | MBC every1            | Khách mời | Cùng với Nayoung, Chungha, Jieqiong, Yoojung, Doyeon, Somi(Tập 266)                 |
| 2016 | I Can See Your Voice 3                                                | Mnet                  | Khách mời | Cùng với Nayoung, Chungha, Jieqiong, Yoojung, Doyeon, Somi                          |
| 2016 | The Golden Bell Challenge                                             | KBS1                  | Khách mời | Cùng với Nayoung, Chungha, Jieqiong, Yoojung, Doyeon, Somi(Tập 835)                 |
| 2016 | 헬로 프렌즈 – 친구추가 (Hello Friends)                                | KBS2                  | Khách mời | Cùng với Chungha, Yoojung, Somi                                                     |
| 2016 | STAR SHOW 360                                                         | MBC every1, MBC Music | MC        | Từ tập 1 ngày 19/9                                                                  |
| 2016 | STAR SHOW 360                                                         | MBC every1, MBC Music | Khách mời | Cùng với Nayoung, Chungha, Jieqiong, Yoojung, Doyeon, Somi(Tập 3)                   |
| 2016 | 십시일반 (Sipsi Ilban)                                                | KBS1, AfreecaTV, my K | Khách mời | Podcast trên AfreecaTV và my K ngày 25/9, phát sóng trên kênh KBS1 tập 1 ngày 8/10  |
| 2016 | Music Video Bank Stardust Season 2                                    | KBS2                  | Khách mời | Cùng với I.O.I(Tập 45)                                                              |
| 2016 | MEET&GREET                                                            | Mnet                  | Khách mời | Cùng với Nayoung, Chungha, Sejeong, Jieqiong, Yeonjung, Yoojung, Mina, Doyeon, Somi |
| 2016 | Immortal Song 2                                                       | KBS2                  | Khách mời | Cùng với I.O.I(Tập 278)                                                             |
| 2016 | 잘 먹겠습니다 (We Will Eat Well)                                      | JTBC                  | Khách mời | Cùng với Somi(Tập 14,15)                                                            |
| 2016 | 아는 형님 (Knowing Bros)                                              | JTBC                  | Host      | Cùng với I.O.I(Tập 278)                                                             |
| 2016 | 국민공감콘서트 대한국인                                               | EBS1                  | Khách mời | Ngày 13/12 và 14/12                                                                 |
| 2016 | Gameshow 유희낙락                                                     | SBS                   | –         | Từ tập 1 ngày 20/12                                                                 |
| 2016 | Amigo TV                                                              | JTBC2                 | Khách mời | Cùng với I.O.I                                                                      |
| 2018 | Produce 48                                                            | Mnet                  | Khách mời | Tập 0                                                                               |

### Phim
| Năm  | Tiêu đề        | Tên tiếng hàn | Vai         | Ghi chú   |
| ---- | -------------- | ------------- | ----------- | --------- |
| 2019 | Moonlit Winter | 윤희에게      | Sae-bom     | Vai chính |
| 2019 | Bank of Seoul  | 잠은행        | Ji Hyun-soo | Phim ngắn |

### Chương trình thực tế
| Năm  | Tên tiếng anh                                     | Tên tiếng hàn           | Vai                         | Mạng                       | Ghi chú              |
| ---- | ------------------------------------------------- | ----------------------- | --------------------------- | -------------------------- | -------------------- |
| 2015 | The Flatterer                                     | 아부쟁이 얍!            | High school student         | Naver TV, KBS2             | Extra, web drama     |
| 2017 | Queen of the Ring                                 | 반지의 여왕             | Park Se-gun's ex-girlfriend | MBC                        | Cameo (Episode 1)    |
| 2017 | Poetry Story                                      | 시(詩)스토리            | Lee Ah-chim (Morning)       | Mobidic                    | Main role, web drama |
| 2017 | Drama Special: Kang Deok-soon's Love History      | 강덕순 애정 변천사      | Kang Deok-soon              | KBS2                       | Main role            |
| 2017 | Unexpected Heroes                                 | 뜻밖의 히어로즈         | Lee Yoon-ji                 | Naver TV                   | Web drama            |
| 2018 | Society Obsessed with Love                        | 연애 강요하는 사회      | Han Sa-rang                 | OnStyle                    | Main role, web drama |
| 2018 | Ambergris                                         | 고래먼지                | Han Seul                    | Samsung                    | Main role, web drama |
| 2019 | Best Chicken                                      | 최고의 치킨             | Seo Bo-ah                   | MBN, Dramax                | Main role            |
| 2019 | Hello, Today                                      | 오늘도 안녕             | Jung Si-woo                 | KBS2                       | Main role, TV movie  |
| 2020 | How to Buy a Friend                               | 계약우정                | Uhm Se-yoon                 | KBS2                       | Main role            |
| 2020 | Strange School Tales: The Child Who Wouldn't Come | 학교기담 오지 않는 아이 | Jung Soo-ah                 | TV Chosun, Olleh TV, Seezn | Main role            |

### Chương trình tạp kỹ
| Year      | Tên tiếng Anh                      | Tên tiếng Hàn             | Mạng       | Vai                         |
| --------- | ---------------------------------- | ------------------------- | ---------- | --------------------------- |
| 2016      | Star Show 360                      | 스타쇼 360                | MBC Every1 | Regular host                |
| 2016      | Produce 101                        | 프로듀스 101              | Mnet       | Thí sinh                    |
| 2016-2018 | Game Show Yoo Hee Nak Rak          | 게임쇼유희낙락            | SBS        | Regular host                |
| 2017      | English Lecture Program            | 한입토익                  | EBS        | MC                          |
| 2017      | Follow Me 8S                       | 팔로우 미8s               | FashionN   | MC                          |
| 2019      | Wanna Play? GG                     | 같이할래? GG              | Channel A  | Diễn viên                   |
| 2019      | A Man Who Feeds The Dog (Season 4) | 개밥 주는 남자            | Channel A  | Diễn viên                   |
| 2019      | Go Together Travel Alone           | 일단 같이 가              | Celuv.Tv   | Diễn viên                   |
| 2020      | Fly Shoot Dori — New Beginning     | 날아라 슛돌이 - 뉴 비기닝 | KBS        | Coach                       |
| 2020      | Show! Music Core                   |                           | MBC        | MC đặc biệt tập 700 (07/11) |

## Video âm nhạc đã xuất hiện
| Năm  | MV                                         | Nghệ sĩ                |
| ---- | ------------------------------------------ | ---------------------- |
| 2015 | "The Light" (빛)                           | The Ark                |
| 2015 | "Goodbye School" (放學了)                  | Vương Quan Lâm(王矜霖) |
| 2017 | ''Look Into Your Eyes'' (눈을 보고 말해요) | Ra.D(라디)             |